# Sphaerium regularis
Sphaerium regularis е вид мида от семейство Sphaeriidae.

## Разпространение
Този вид е разпространен в Кения, Танзания и Уганда.